# Tanville
 Tanville  ist eine französische Gemeinde mit 228 Einwohnern (Stand 1. Januar 2022) im Département Orne in der Region Normandie. Sie gehört zum Arrondissement  Alençon und zum Kanton Sées. Die Gemeinde gehört zum Regionalen Naturpark Normandie-Maine. Hier entspringt das Flüsschen Thouane, das zur Orne entwässert.

## Bevölkerungsentwicklung
| Jahr      | 1962 | 1968 | 1975 | 1982 | 1990 | 1999 | 2007 | 2015 |
| Einwohner | 302  | 296  | 232  | 207  | 209  | 260  | 263  | 219  |